# Hôpital Joseph-Ducuing
Pour les articles homonymes, voir HJD.
L’hôpital Joseph-Ducuing ou HJD (1885-1963), autrefois appelé hôpital Varsovie, se trouve dans le quartier Saint-Cyprien de Toulouse, rue de Varsovie. Fondé en 1944 par des résistants républicains espagnols, il a été intégré, le 3 novembre 1976, par décret interministériel, au service public hospitalier.

## Histoire
L'hôpital Varsovie fut créé par l'état-major de l’Agrupación de guerrilleros españoles FFI de Toulouse au mois de septembre 1944, dans un château situé rue de Varsovie, dans le quartier Saint-Cyprien. Le but était alors de soigner les blessés des unités de guérilleros qui s'étaient battu en France contre les nazis aux côtés de la Résistance. Il reçut également les républicains blessés lors de l'invasion du Val d'Aran, qui avaient tenté en octobre 1944 de reprendre la guerre contre Franco, mais avaient dû reculer. 
L’hôpital put fonctionner grâce à des médecins bénévoles ainsi qu'à un mouvement de solidarité internationale venu principalement des États-Unis et comptant nombre de personnalités et d’artistes, parmi lesquels Albert Einstein, Pablo Picasso, Leonard Bernstein et Eleanor Roosevelt.
Après la démobilisation des guérilleros espagnols, l'hôpital militaire devint un hôpital soignant des civils ; il resta cependant la propriété de l'« Amicale des anciens FFI et résistants espagnols ».
Cependant, à la fin des années 1940, les anciens résistants espagnols étaient de plus en plus mal vus par les autorités françaises — plusieurs Espagnols étaient connus pour leur activisme militant, comme anarchistes ou communistes, telle la femme médecin Amparo Poch y Gascón, exilée à Toulouse après la guerre d'Espagne. Le 7 septembre 1950, lors de l'opération Boléro-Paprika, 404 militants furent arrêtés dans toute la France. Le 7 octobre 1950, l'« Amicale des anciens FFI et résistants espagnols », considérée comme suspecte aux yeux du gouvernement, fut dissoute par arrêté du ministre de l'Intérieur, Henri Queuille.
Dès lors, le conseil d'administration de l'Amicale confia la direction de l'hôpital au professeur Joseph Ducuing, un médecin français qui s'était engagé depuis plusieurs années dans l'organisation de l'établissement. La société anonyme « Société nouvelle hôpital Varsovie », à laquelle l'Amicale céda ses équipements, fut créée par acte notarié le 6 janvier 1951. Le 20 juillet 1955 fut constituée l'association à but non lucratif des « Amis de la médecine sociale », chargée de la gestion de l'hôpital. Le 3 novembre 1976, par décret interministériel, l'hôpital Joseph-Ducuing fut intégré au service public hospitalier. Enfin, par arrêté préfectoral du 12 avril 1982, la « Société nouvelle hôpital Varsovie SA », qui était encore propriétaire des bâtiments de l'hôpital, se dissout après avoir fait don de tous ses biens à l'association « Les Amis de la médecine sociale ».

## Services

### Médecine spécialisée
- addictologie ;
- cancérologie ;
- cardiologie ;
- diabétologie et endocrinologie ;
- diététique médicale ;
- gynécologie médicale et périnatalité ;
- pneumologie ;
- psychiatrie ;
- psychologie médicale ;
- radiologie ;
- soins palliatifs.

### Chirurgie
- chirurgie digestive ;
- chirurgie de l'appareil locomoteur ;
- chirurgie gynécologique et mammaire ;
- Chirurgie des infections ostéo-articulaires complexes

### Filmographie
- Àlvar Martínez et Juli Esteve, La batalla del Varsòvia, documentaire espagnol, produit par InfoTV avec le soutien du Museu d´Història de la Medicina de Catalunya et Memorial Democràtic (2011).